# Paul Lebois
 (avril 2021).
Si vous disposez d'ouvrages ou d'articles de référence ou si vous connaissez des sites web de qualité traitant du thème abordé ici, merci de compléter l'article en donnant les références utiles à sa vérifiabilité et en les liant à la section « Notes et références ».
Paul Lebois, né à Pleine-Fougères le 28 juin 1892 et mort à Thouars le 6 mars 1984, est un auteur de romans et de poèmes français.
Son père venait de L'Écluse, à Pleine-Fougères et était le dernier « teïssier ».

## Biographie
Élève de l’École normale de Rennes, il est successivement directeur d'école à Guichen, Fougères et Rennes. Émule de Louis Pergaud et Ernest Pérochon, il est l'auteur d'une trentaine de romans, dont plusieurs inspirés par les milieux ruraux de Haute-Bretagne qui constituent une véritable fresque paysanne pittoresque,. 
Ses romans sont souvent illustrés par Pierre Pelhate ou Jean Lecoq. 
Il fut membre de l'Académie des provinces françaises et de l'Académie des poètes de la mer. Il a également obtenu le Prix Caroline-Jouffroy-Renault de l'Académie française en 1957, pour Nostalgies - La Mer. En 1965, il reçoit le prix François Duine.
Il est le père de l'essayiste et universitaire André Lebois.

## Œuvres
- Glanes de guerre (1920)
- Pour la Marine! L'Amour au pays Cancalais (1921)
- La Rédemption, roman (1925) avec une préface de Madame Jeanne Perdriel-Vaissière
- Contes de chez nous (1934)
- Les Nouveaux lépreux, roman (1934)
- L'Argile d'un dieu (1939)
- Terre obsédante (1946)
- Terre en péril (1947) illustré par Pierre Pelhate
- La Ville en détresse (1947) illustré par Pierre Pelhate
- Villa des bagnards, roman (1948) illustré par Pierre Pelhate
- La Maison des abeilles (1950) illustré par Pierre Pelhate
- Terre reconquise (1951), couronné par le prix Marc Langlois. Illustrations de Pierre Pelhate
- Nice au parfum d'amour (1953) illustré par Pierre Pelhate
- Faux pas à Tahiti, roman (1954) ; écrit avec Paule Faure. Illustrations de Michel Frérot
- Les Apprentis sorciers, roman (1955)
- Nostalgies - La Mer (poèmes, 1957), couronné par le prix Caroline-Jouffroy-Renault. Illustrations de Pierre Pelhate
- Neris aux oiseaux (1957) illustré par Michel Frérot
- Andsiré notre reine (1958) illustré par Michel Frérot
- Nostalgies II - La Terre (1958) illustré par Pierre Pelhate
- Vipère des vignes, roman (1960) illustré par Jean Lecoq
- Les volets sont fermés, roman (1961) illustré par Pierre Pelhate
- Contes des futaies et des clairières d'Alsace et de Bretagne (1962) avec des illustrations de Michel Frérot, des bois gravés et des dessins de Pierre Pelhate
- Nostalgies III - L'Amour (1963) illustré par Pierre Pelhate
- Terre dévastée (1965) illustré par Charlotte Lepinay
- Nouveaux chants de la mer et de l'amour (1965) illustré par Charlotte Lepinay, Roger Levêque et Pierre Pelhate
- Les Trois Amoureuses de Villeclaire, roman (1968), avec des bois gravés de Pierre Pelhate, Paul Lebois et des illustrations de Roger Lebois
- Gerbes sur le parvis (1968)
- Les Démons de la solitude (1970)
- La Flache aux écureuils (1971) illustré par Roger Lebois
- Terre aux abois (1972) illustré par Roger Lebois avec des élémnents décoratifs de Charlotte Lepinay
- Douze métiers, treize misère, souvenirs du début du siècle (1976)